# 宗莫德市

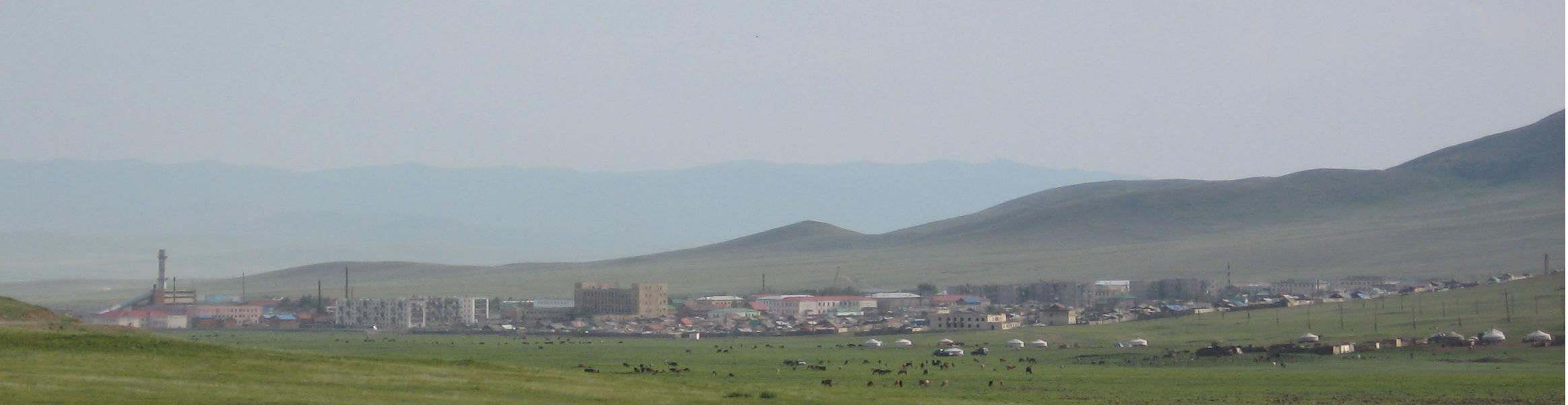
宗莫德

宗莫德（ᠵᠠᠭᠤᠨᠮᠣᠳᠤ）是蒙古国的城市，位于该国北部，也是中央省的首府，距离首都乌兰巴托30公里，面积19平方公里，海拔高度1,530米，2004年该市有约24,000头家畜，2006年人口14,660。

## 外部連結
- 地理坐标：47°42′25″N 106°56′58″E / 47.70694°N 106.94944°E
- Төв аймаг - Зуунмод[永久]